# Aellopos balteata
Aellopos balteata är en fjärilsart som beskrevs av Jared Potter Kirtland 1852. Aellopos balteata ingår i släktet Aellopos och familjen svärmare. Inga underarter finns listade i Catalogue of Life.